# Rise (Sarmanto)
Rise is een compositie van Heikki Sarmanto en in mindere mate van Juhani Aaltonen.
De twee Finse componisten en musici werkten al meer dan 25 jaar samen. Sarmanto op de toetsinstrumenten en Aaltonen op de dwarsfluit en saxofoons. Rise is een werk geschreven voor alleen deze twee heren, dat is nieuw in hun verstandhouding want meestal treden ze op in een muziekensemble. De muziek houdt het midden tussen jazz en lichte klassieke muziek. De suite bestaat uit tien delen, waarvan de basismuziek is gecomponeerd en waar tijdens de opname op 19 februari 1997 in het gemeentehuis van Kouvola op werd geïmproviseerd. Aaltonen is daarbij een ware kunstenaar, want hij weet het bereik van zijn dwarsfluit uit te breiden tot het lage en middenbereik van de piccolo. Het album heeft als thema de dag van een vogel, het is derhalve een conceptalbum binnen de jazz, of een suite in de klassieke muziek.

## Musici
- Sarmanto : toetsinstrumenten
- Aaltonen: dwarsfluit.

## Delen
1. A call (7;23)
2. Mother cries (6;24)
3. Morning splendor (5:58)
4. Waltzing with you (6;11)
5. Dance to the invisible (6;16)
6. The long nights (8:24)
7. Sweet embraces (5;34)
8. A moment of peace (5;33)
9. We still dream (8:17)
10. Through forests (3:07)

Rise is uitgegeven op een compact disc van Sony BMG Finland OY.